# Rhyothemis fuliginosa
Rhyothemis fuliginosa là loài chuồn chuồn trong họ Libellulidae. Loài này được Selys mô tả khoa học đầu tiên năm 1883.
Loài này phân bố khắp Đông Á, ở Nhật Bản, Trung Quốc, Đài Loan và Bán đảo Triều Tiên. và cũng được ghi nhận ở Việt Nam.
Chúng bay giữa tháng 6 và tháng 11. Chúng hoạt động mạnh nhất từ đầu mùa hè đến giữa mùa thu.

## Hình ảnh

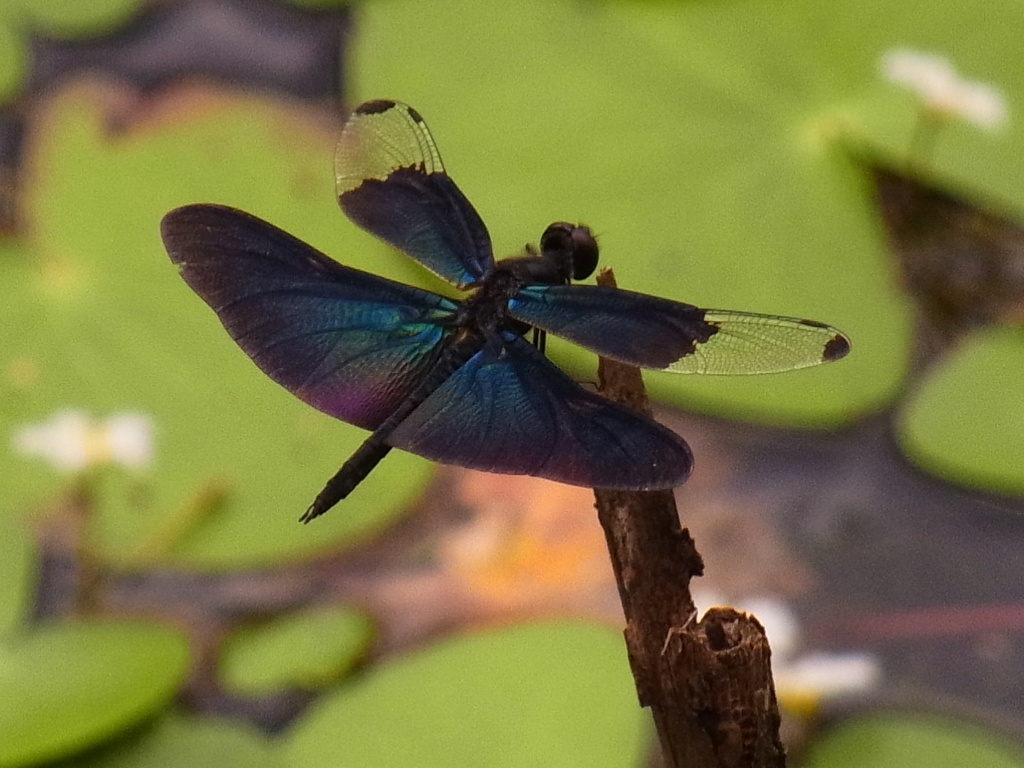
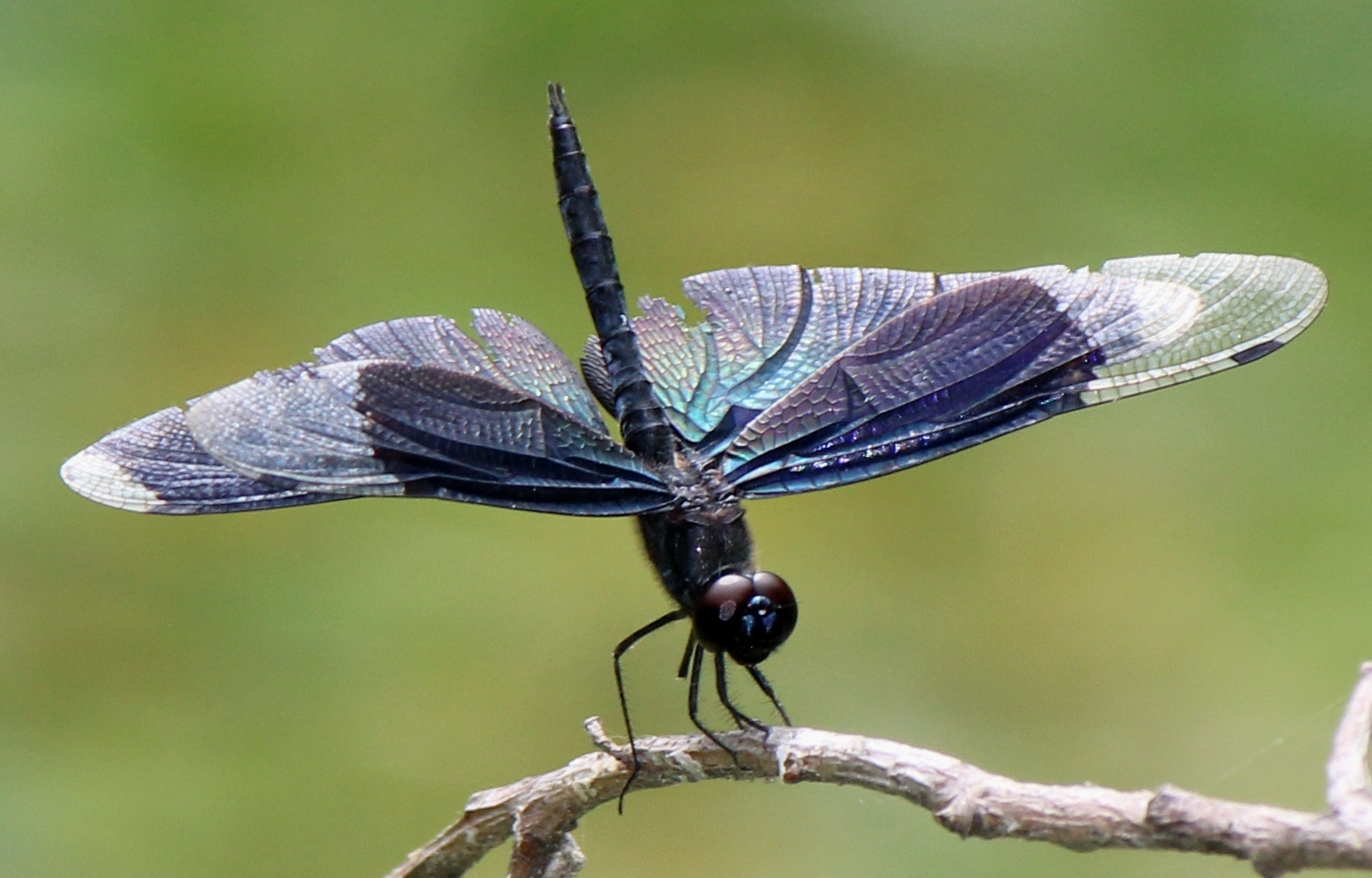